# 胡奮
胡奮（3世紀？—288年），字玄威，安定郡臨涇縣人，魏晉三國時期晉國武將。車騎將軍胡遵的兒子，胡烈之兄。

## 生平
胡奮性格開朗，有籌劃謀略，少時熱衷武事。司馬懿討伐遼東公孫淵時，以白衣侍從侍奉司馬懿左右，甚見接待。凱旋回歸後，胡奮出任為校尉，稍後遷任徐州刺史，受封陽夏子。
正元二年（255年），蜀汉卫将军姜维围雍州刺史王经于狄道，胡奋与征西将军陈泰、行安西将军邓艾、将军王祕等同去救援，最后姜维退兵。
甘露二年（257年），曹魏征东大将军诸葛诞据寿春反叛。次年，寿春城破，诸葛诞从小城门突围，时任大将军司马昭司马的胡奋所部迎击之，斩诸葛诞，传其首。
匈奴中部豪帥劉猛背叛，使驍騎將軍路蕃率軍討伐，以胡奮為監軍、假節，胡奮整頓大軍於硜北，為路蕃的後援。胡奮擊敗劉猛，大破匈奴軍，劉猛帳下大將李恪斬殺劉猛而投降。
胡奮以軍功累升遷任為征南將軍、假節、都督荊州諸軍事，其後又遷任護軍，加官為散騎常侍。胡奮家中世代將門，晚年乃然好學，有刀筆之用，所在有聲望及政績，在邊塞駐守時，特別有威惠。
泰始九年（273年），晉武帝怠慢政事而熱耽於美色，大力采納選擇公卿的女兒以充實六宮，胡奮之女胡芳亦被選入成為貴人。胡奮只有一子，為南陽王司马模王友，早年已逝世。及後聽聞女兒被選為貴人，胡奮大哭曰：「老奴不死，唯有二兒，男入九地之下，女上九天之上。」
胡奮既為舊臣，兼有椒房之助，甚見寵待。遷為尚書右僕射，加鎮軍大將軍、開府儀同三司，陽夏縣侯。當時楊駿以自己為皇后之父驕傲自得，胡奮謂楊駿曰：「卿恃女更益豪邪？曆觀前代，與天家婚，未有不滅門者，但早晚事耳。觀卿舉措，適所以速禍。」楊駿曰：「卿女不在天家乎？」胡奮曰：「我女與卿女作婢耳，何能損益！」當時的人皆為胡奮恐懼，楊駿雖然銜恨他的說話，而不能加害。其後胡奮逝世，贈為車騎將軍，諡號為「壯」。

## 家庭
胡奮兄弟六人，兄長胡廣，弟弟胡烈，皆為當時知名人物。

## 延伸阅读
[在维基数据编辑]
 《晉書/卷057》，出自房玄齡《晉書》